# Минное заграждение

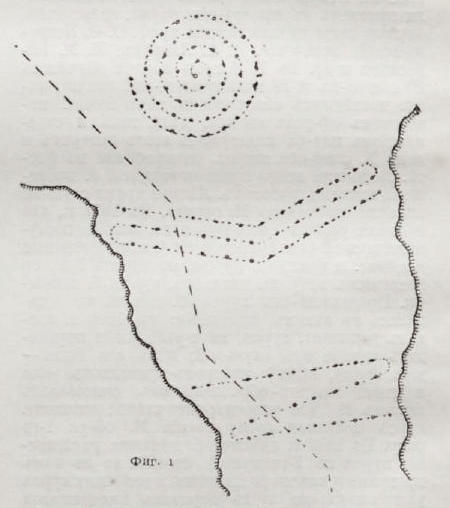
Схема установки флотских минных заграждений, иллюстрация к статье «Минные заграждения» № 1, Военная энциклопедия Сытина, Санкт-Петербург, 1911 — 1915 годов.

Ми́нное загражде́ние, Заграждение минное — искусственные инженерные препятствия, создаваемые заблаговременно или в ходе военных (боевых) действий минированием, для нанесения максимальных потерь (ущерба) противнику, в том числе противодействия продвижению и манёвру его сил и средств — войск по суше, кораблей и иных плавучих средств по воде и посадке летательных аппаратов (самолётов, вертолётов и так далее) на суше. 
Минные заграждения широко используются в «военном деле» (в военное и мирное время) — по обеспечению обороноспособности государства, по защите государственных границ, (на случай войны , или на случай бегства военнообязанных) — обороне городов и населённых пунктов, мест «постоянной» и «временной» дислокации войск, укрепрайонов, важных стратегических объектов, аэродромов, фарватеров и так далее.

## История
Минные заграждения имеют многовековую историю. В качестве наземных З. в. с древнейших времён широко применялись земляные валы, рвы, волчьи ямы, каменные стены, деревянные палисады, лесные засеки и завалы, затопления местности; морских З. в. — эстакады, ряжи, надолбы и др. средства.
В 18 веке для устройства З. в. постепенно начинают применяться взрывчатые вещества (ВВ), а при обороне Севастополя 1854 — 1855 годах — наземные мины. Во время Японской войны 1904 — 1905 годов при обороне Порт-Артура русские войска применили противопехотные мины, полевые фугасы, взрываемые электрическим способом, электризованные проволочные препятствия. Большое распространение различные З. в. получили во время Первой (Империалистической) мировой войны, 1914 — 1918 годов, особенно минирование местности, создание сплошных полос проволочных заграждений.
Русские военные инженеры — Грицкевич, Драгомиров, Ревенский и другие разработали в ходе этой войны ряд конструкций новых противопехотных и противотанковых мин, которые были успешно использованы при устройстве заграждений. В Англии, Италии и Франции для защиты Лондона, Венеции и Парижа в 1916 впервые были применены противосамолётные заграждения в виде аэростатов воздушного заграждения. Перед 2-й мировой войной 1939—45 в укрепленных районах европейских государств и при строительстве укрепленных линий Мажино (Франция), Маннергейма (Финляндия), Зигфрида (Германия) и других.
Широко использовались металлические, бетонные, железобетонные, гранитные надолбы, противотанковые рвы, проволочные сети, затопления и заболачивание местности, лесные завалы, устанавливались минные поля и фугасы. Во время Второй мировой войны 1939 — 1945 годов и особенно Великой Отечественной войны 1941 — 1945 годов широкое применение во всех видах боя нашли взрывные заграждения.
Для их устройства в битве под Москвой советские войсками впервые в 1941 году стали применяться подвижные отряды заграждения, которые в последующем успешно использовались в других операциях РККА. За время войны Красной Армией ВС Союза ССР было израсходовано более 70 000 000 различных мин, в том числе около 30 000 000 противотанковых. Одновременно с минированием местности применялись невзрывные З. в.
В послевоенное время значительное развитие получили средства, применяемые для устройства различных З. в., особенно взрывных. Для этой цели могут быть использованы ядерные подрывные устройства (ядерные фугасы), а также наземные (подземные) взрывы ядерных боеприпасов.

## Виды
В зависимости от места применения минные заграждения делятся на:
- «наземные»;
- «морские» (озёрные, речные);
- «воздушные».

По способу воздействия делятся: на «Взрывные» (минно-взрывные заграждения) и «Комбинированные» (комбинированные минные заграждения). Минные заграждения могут быть использованы во всех видах боя. Наибольшее применение имеют «минно-взрывные заграждения» — это «Мины наземные», «Мины морские». В обороне формируется система разных видов «минных заграждений».

### Наземные минные заграждения
Наземные минные заграждения делятся на противотанковые, противопехотные, противотранспортные и противодесантные.
К противотанковым минным заграждениям относятся: противотанковые минные поля, отдельные мины, фугасы, эскарпы, контрэскарпы, противотанковые рвы, воронки в грунте, железобетонные, деревянные и металлические надолбы, лесные и каменные завалы, барьеры, металлические ежи, ловушки, снежные валы, затопления местности, пожары, препятствующие движению войск.
К противопехотным минным заграждениям относятся: противопехотные минные поля, фугасы, мины-сюрпризы, земляные валы, рвы, волчьи ямы (углубления в земле в виде усечённого конуса), засеки, завалы, проволочные заборы, сети-спирали, рогатки, ежи, силки, петли, проволока внаброс, электризуемые и водные препятствия, огневые валы и др.
К противотранспортным минным заграждениям относятся: противотранспортные мины, фугасы, применяемые для разрушения полотна железных и шоссейных дорог, мостов, тоннелей и дорожных сооружений, перекапывание дорог, устройство завалов, баррикад, надолб, воронок на дорогах, минирование полотна дорог.
Противодесантные минные заграждения применяются против воздушных и морских десантов. Для противодействия воздушным десантам применяются: противотанковые, противопехотные и др. мины, а также валы, ямы, столбы, камни, канавы, проволочные сети, ежи, рогатки.
Против высадки морских десантов (озёрных, речных) десантов, а также для противодействия противнику в форсировании водных преград устраиваются
«взрывные и невзрывные» заграждения на берегу и в воде, которые затрудняют подход к берегу и выход на берег десантно-высадочных средств и десантов противника.

### Морские минные заграждения[4]
Морские минные заграждения, также (озёрные, речные) применяются для воспрепятствования прохода судов противника по морским (озёрным) коммуникациям, фарватерам, рекам, каналам, а также для затруднения проникновения его кораблей, подводных лодок, торпед и др. плавучих средств в гавани, порты, на рейды и к местам высадки морских (озёрных, речных) десантов. При устройстве таких заграждений используются контактные и неконтактные морские (речные) мины, плавающие боны, тросовые сети, надолбы, ряжи, эстакады и т. п. Впервые в истории массовые морские минные заграждения применены русскими моряками на Балтике в Крымской войне (около 3000 мин), и это применение оказалось успешным: после подрыва на минах 4-х британских пароходов союзный флот ушёл от Кронштадта.
В годы Гражданской войны на Севере России на реке Северная Двина Северодвинская флотилии и противостоящие ей корабли интервентов активно устанавливали на реке и её притоке Вага минные заграждения. Помимо обычных контактных мин британские ВМС применили на Северной Двине магнитные донные мины.
Минный заградитель (минзаг) — специализированный военный корабль, предназначенный для постановки минных заграждений. К минзагам относят разные корабли — от небольших прибрежных до больших быстроходных кораблей, построенных в корпусах эсминцев. Водоизмещение надводных минных заградителей различно, достигает 6000 тонн.
Минные заградители предназначаются для постановки мин заграждения главным образом в своих водах.
Помимо возможности укладки мин минзаги оснащаются вооружением для самозащиты. Артиллерийское вооружение заградителей рассчитано на возможность отражения атак эсминцев, катеров и самолётов.
Также в качестве «минзагов» могут использоваться и подводные лодки. При этом постановка мин может производиться как в надводном, так и в подводном положении, а в силу высокой скрытности подводных лодок эффективным является выставление так называемых «наступательных минных заграждений» — в территориальных водах противника и на оживлённых путях движения вражеских судов и кораблей.

### Воздушные минные заграждения
Воздушные минные заграждения применяются для воспрепятствования полётам самолётов и др. летательных аппаратов противника в околоземном пространстве. В качестве воздушных заграждений используются аэростаты заграждения и др. Средства для прикрытия подступов к важным объектам с целью помешать действиям авиации противника на малых высотах и затруднить бомбометание с пикирования. 
Воздушные минные поля также могут быть созданы с помощью барражирующих боеприпасов (см. БПЛА).

## Наземная мина
Наземная мина — боеприпас, предназначенный для установки под землей, на земле или вблизи поверхности земли или другой поверхности, для взрыва от присутствия, близости или непосредственного воздействия человека или движущегося средства.
Мины бывают серийными и самодельными; последние могут быть сделаны из снарядов, авиабомб и тому подобных боеприпасов, из зарядов взрывчатки и разнообразных поражающих элементов.
Различают мины «противопехотные» и «противотанковые».
Применяться мины могут различными способами: возможна установка единичных мин, в том числе мин-ловушек, и создание минных полей.
- Минные поля обычно устраиваются так, чтобы установившие их войска имели возможность полностью обозревать минное поле и простреливать его, не давая неприятелю проделать проходы.
- Минные поля используются как в полевой, так и в долговременной фортификации, часто в сочетании с проволочными и иными заграждениями.
- Минные поля могут состоять только из «противопехотных» или «противотанковых» мин или же быть смешанными.

## Средства и способы преодоления
С момента появления и начала применения сначала противопехотных, а затем противотанковых мин, непрерывно совершенствуются средства и способы преодоления минных полей и заминированных участков местности.

### Проделывание проходов

#### Минный трал

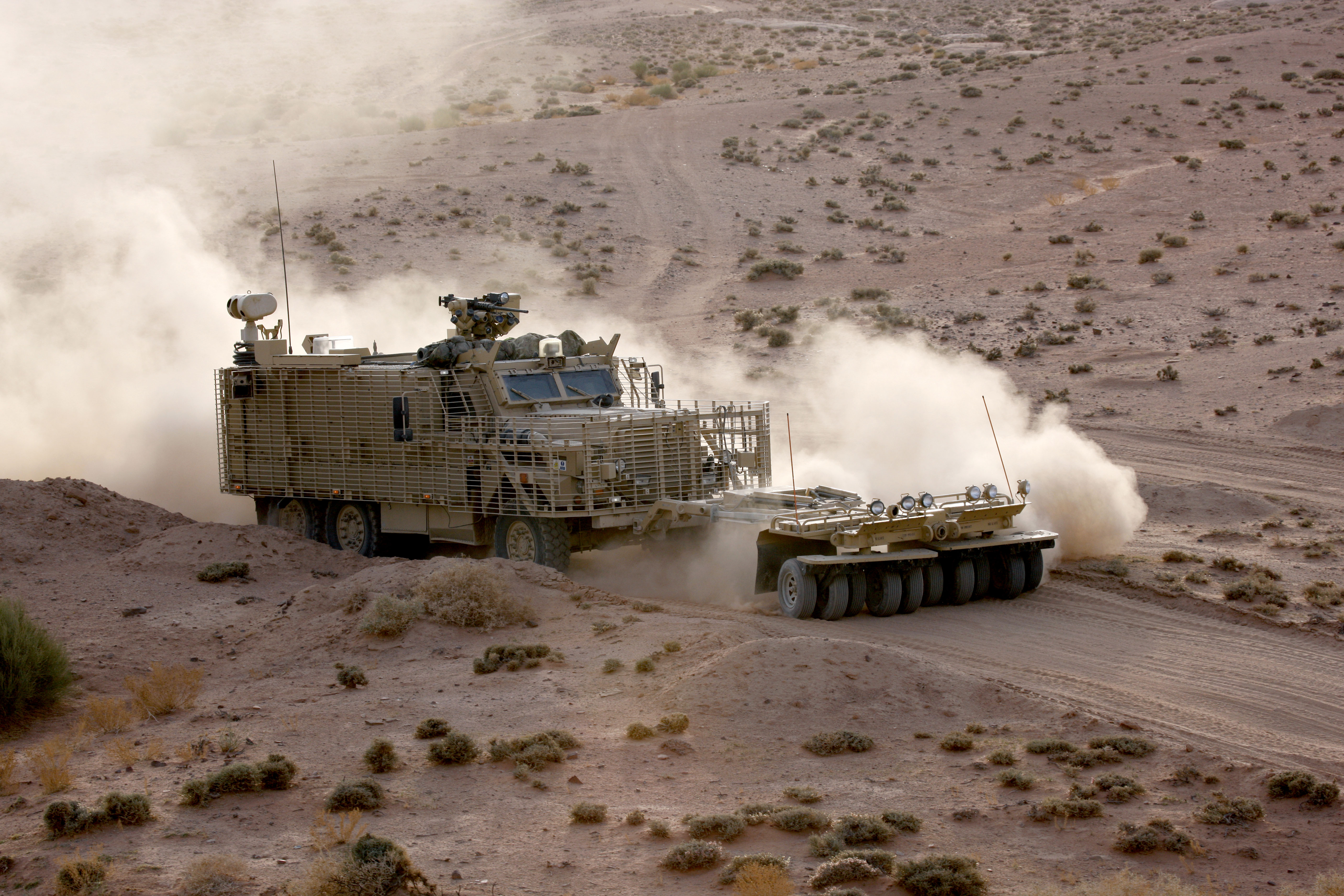
Колёсный минный трал расчищает грунтовую дорогу

Минный трал — приспособление для проделывания проходов в минных полях путём вылавливания морских мин или обезвреживания (подрыва) противопехотных и противотанковых мин на суше (по аналогии с тралом — орудием лова рыбы).
По способу применения делятся на «Контактные и Неконтактные».
- «Контактные» подразделяются на тралы с резаками и тралы с подрывными патронами.
- «Неконтактные» подразделяются: на акустические, электромагнитные и гидродинамические.

#### Подрывной заряд

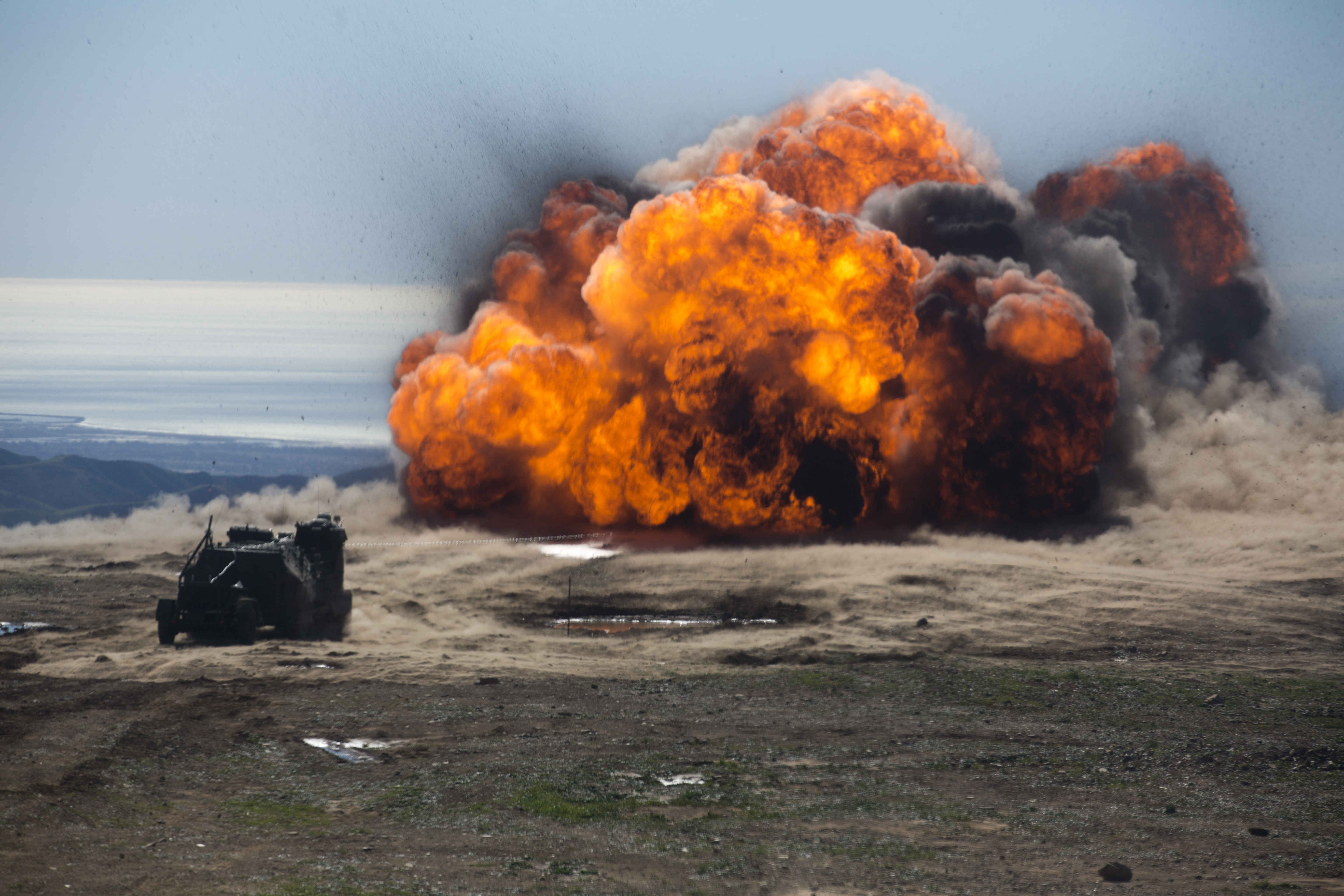
Подрыв заряда, запущенного с установки разминирования в ходе военных учений

Для расчистки проходов в минных полях методом направленного взрыва могут применяться подрывные заряды. Применяются в различной форме со времён Русско-японской войны. На раннем этапе развития представляли собой примитивное сочетание одной или нескольких тротиловых шашек на длинном шесте или верёвке, в таком виде укладывались или забрасывались и подрывались дистанционно при помощи бикфордова шнура, детонационного шнура или других приспособлений. В период Холодной войны приняли вид специальных инженерных боеприпасов или ракет, выстреливаемых или запускаемых из ствольных или рейковых пусковых установок и подрываемых дистанционно над поверхностью расчищаемого участка местности.

#### Установка разминирования
Самоходные или буксируемые установки разминирования с реактивными зарядами, как самостоятельный подвид военных инженерных машин, возникли и получили развитие в 1960-е годы. Одной из первых установок такого типа стала разработанная Пикатиннским арсеналом и изготовленная компанией Martin Marietta в 1966 году система «Скидз» (англ. Mine-Field Demolition ‘Skids’, в пер. «салазки»), цеплявшаяся в качестве прицепа к авто- и бронетехнике.

#### Объёмный взрыв
Начало применения боеприпасов объёмного взрыва с взрывчатым веществом аэрозольного типа для расчистки минных полей относится к середине 1970-х гг. Система под названием SLUFAE (Surface Launched Unit, Fuel Air Explosive) была разработана специалистами Редстоунского арсенала совместно с лабораториями Армии и ВМС США

### Подготовленный переход

#### Безопасный коридор

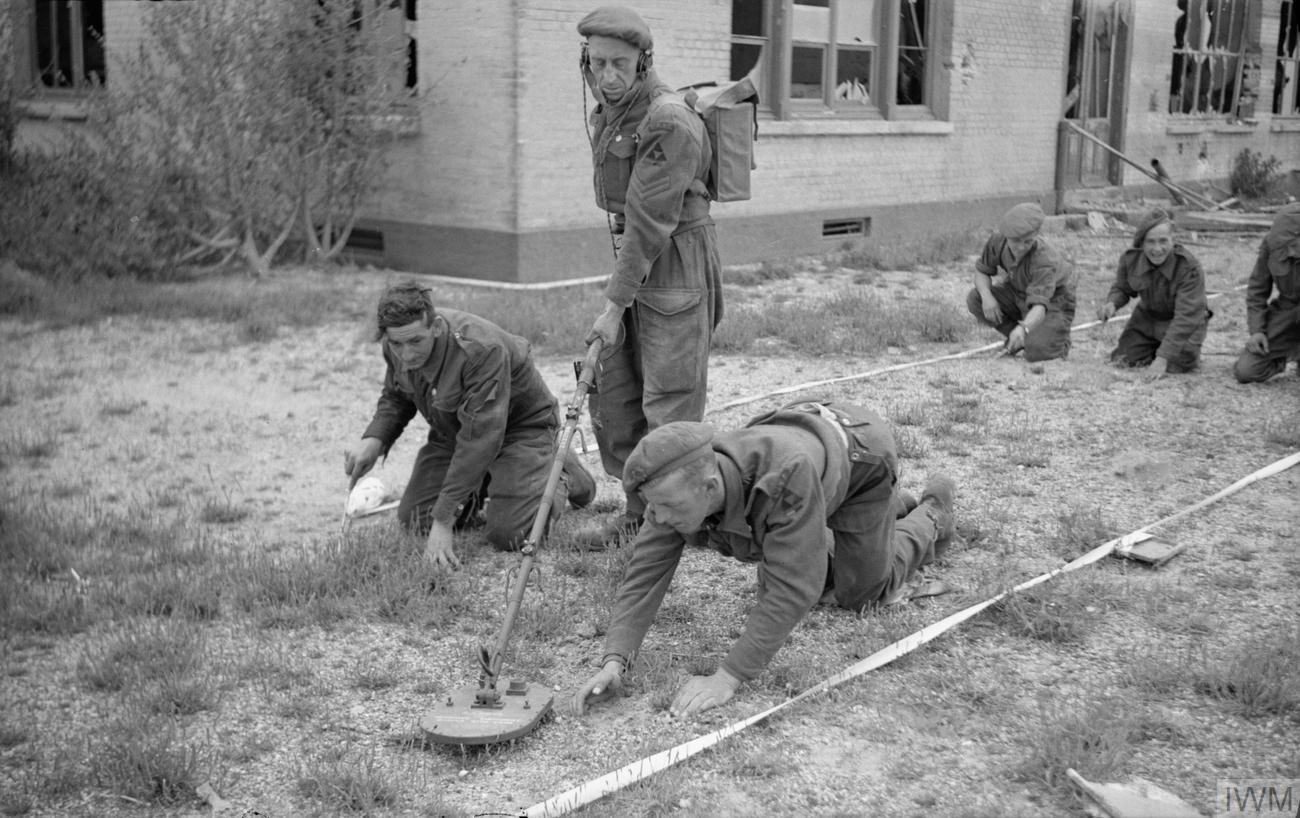
Британские сапёры в Нормандии прокладывают безопасный коридор

При отсутствии времени на разминирование, либо невозможности его осуществления в данный момент по тем или иным причинам и при отсутствии интенсивного противодействия со стороны противника, сапёры подготавливают безопасный коридор путём расстановки флажков или других визуально заметных предметов, с белой капроновой нитью или другими натянутыми или проложенными вдоль маршрута движения лентообразными отрезками материи, обозначающими границы безопасного участка.

#### Пенные камни

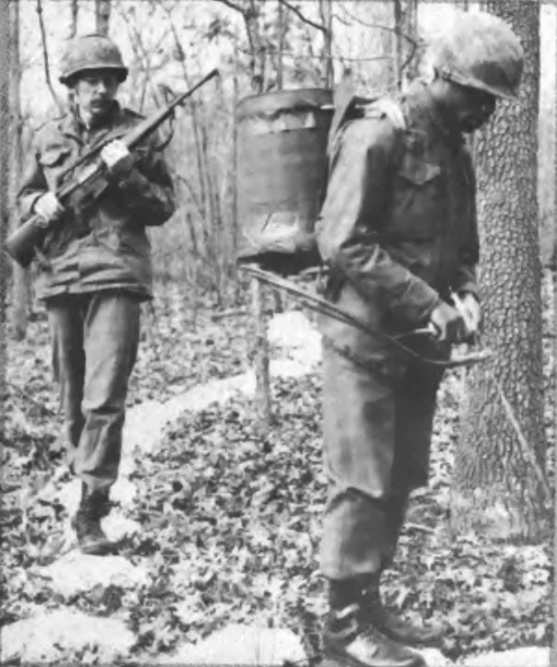
Создание безопасного маршрута при помощи полиуретановой пены

Применение полиуретановой пены по консистенции аналогичной строительно-монтажным наполнителям с меньшим временем затвердевания для преодоления инертных минных полей осуществлялось в экспериментальном порядке в начале 1970-х гг. Идея и способы её реализации были разработаны и испытаны в военных лабораториях компании Martin Marietta по контракту с Центром разработки средств обеспечения мобильности Армии США в Форт-Бельвур, Виргиния. Аппарат с жидким пенообразователем весил 27 кг и своим внешним видом напоминал промышленный пульверизатор строительного или садово-огородного инвентаря, одной заправки хватало для создания 30—35 «пенных камней», что было достаточно для создания тридцатиметрового безопасного маршрута по миноопасному участку местности. «Камни» были около 43 см в диаметре и 10 см толщиной, снижали давление на грунт, за счёт чего не срабатывали ударники стандартных противопехотных мин. До серийного производства такого рода средств не дошло, дело ограничилось экспериментами.